# دنویل (واشینگتن)
دنویل (به انگلیسی: Danville) یک منطقهٔ مسکونی در ایالات متحده آمریکا است که در شهرستان فری، واشینگتن واقع شده‌است. دنویل ۰٫۴۶ کیلومتر مربع مساحت و ۳۴ نفر جمعیت دارد و ۵۳۱٫۸۸ متر بالاتر از سطح دریا واقع شده‌است.